# La hija de Agamenón
La hija de Agamenón (en albanés: Vajza e Agamemnonit) es una novela corta de 2003 del escritor albanés y ganador inaugural del Premio Internacional Man Booker Ismail Kadare. Es la primera parte de un díptico cuya segunda y más larga es El Sucesor. Muchos críticos la consideran una de las mejores obras del autor.

## Antecedentes
Escrito en 1985, durante los últimos años del régimen estalinista en Albania, junto con La sombra (Hija) y Un pájaro volando hacia el sur (Ikja e shtërgut), La hija de Agamenón fue uno de los tres manuscritos que Ismail Kadare logró sacar de contrabando de Albania justo después de la muerte de Enver Hoxha, con la ayuda del editor y traductor francés Claude Durand. Las primeras páginas de los tres manuscritos fueron enmascaradas como traducciones albanesas de obras de Siegfried Lenz, antes de que Durand viajara a Tirana para conseguir el resto de las novelas y depositarlas con éxito en una caja fuerte en el Banque de la Cité de París. Traducida por el violinista albanés Tedi Papavrami  a partir de los manuscritos originales no revisados, La hija de Agamenón apareció por primera vez en francés en 2003, pero sólo después de que Kadare ya hubiera escrito su secuela, El sucesor. 

## Trama
La historia se narra a través de la perspectiva de un periodista de televisión anónimo con opiniones algo liberales que es invitado, inesperadamente, al desfile anual del Primero de Mayo, cuyo objetivo casi exclusivo es glorificar al líder del país, poco después de que su novia Suzana, hija del sucesor designado del líder, rompe su relación con él, citando su posible falta de idoneidad y el hecho de que puede empañar la reputación de su padre. Al igual que el Ulises de Joyce, la novela es un monólogo interno que narra los pensamientos del narrador sobre Suzana y las personas que encuentra mientras camina hacia las gradas del estadio. Como tal, funciona como "un portafolio de bocetos de la ruina humana: un breve infierno, en el que el narrador se encuentra en serie con las víctimas del régimen". 
Como suele ocurrir con Kadare, los destinos de algunas de estas personas (ninguna de las cuales tiene nombre, sino iniciales) se yuxtaponen a un antiguo cuento balcánico, presentado primero como un comentario esclarecedor sobre el ascenso de GZ, una figura aduladora que sobrevivió varias purgas de manera desconocida para muchos. El leitmotiv narra la historia del "Calvo", que fue salvado del Infierno por un águila, al precio de su propia carne: cuando llegó a los cielos, no era más que un esqueleto.
Sin embargo, la analogía general es la que el narrador descubre al leer Los Mitos griegos de Graves y la que lo tienta a comparar el destino de Suzana (así como el destino del hijo mayor de Stalin, Yakov Dzhugashvili) con el de la hija de Agamenón, Ifigenia; todos víctimas de "la cínica estratagema de un tirano", que, en lugar de ser humana y ejemplar, sólo sirvió a la causa de dar a los tiranos Agamenón, Stalin, Hoxha, o el sucesor designado en este caso, "el derecho a exigir la vida de cualquier otra persona" en el futuro.
"Muchas cosas eran turbias", ha dicho Kadare sobre la vida bajo el totalitarismo, "porque dos realidades estaban estrechamente entrelazadas: la realidad concreta y la otra, la realidad virtual. Era una especie de panorama negativo, una conexión geográfica o espiritual. Así es como Mandelshtam imaginó el infierno de Dante, como un lugar indeterminado, como los márgenes de una epidemia".

## Recepción
"Fusionando los estados de ánimo de Kafka y Orwell ",  el díptico La hija de Agamenón / El sucesor es considerado por el editor francés de Kadare, Claude Durand, editor de Fayard, "una de las mejores y más logradas obras de Ismail Kadare hasta la fecha".  Al describirlo como "lacerantemente directo" en su crítica al régimen totalitario, en una reseña más amplia de las obras de Kadare, James Wood llama a La hija de Agamenón "quizás el mejor libro [de Kadare]" y lo considera, junto con El sucesor, "seguramente uno de los "Los relatos más devastadores jamás escritos sobre la contaminación mental y espiritual infligida al individuo por el Estado totalitario". 
Patrick Sullivan destaca que Kadare narra una historia de amor hábilmente dibujada dentro de un mundo confuso y violento de atrocidades patrocinadas por el Estado, así como control y crueldad patológica del gobierno. Describe un mundo malévolo y enloquecedor que corrompe tanto el amor como la amistad de manera trágica.
Britt R. Johnson resalta la complejidad de la trama: "La cruda prosa, presentada a través de la oscura perspectiva de un narrador anónimo, crea una compleja historia de amor perdido, política siniestra y desorientación psicológica. La atmósfera de sospecha, secretismo y cinismo es tan opresiva que hace que el narrador cuestione no sólo su gobierno y sus conciudadanos sino incluso su idioma y sus conocimientos. La paranoia y el engaño del narrador abruman sus modos más básicos de percepción e interpretación, y ni él ni el lector pueden distinguir entre lo que es real, lo que existe sólo en su imaginación, y lo que es una fachada erigida por el Estado mediante una niebla de niebla. rumores. Las revelaciones llegan lentamente y con resistencia, como si el narrador se ocultara información a sí mismo de la misma manera que Kadare se la oculta a sus lectores."